# Кудур-Енліль
Кудур-Енліль (д/н — 1256 до н. е.) — цар Вавилону близько 1265—1256 років до н. е. Ім'я перекладається як «Син Енліля».

## Життєпис
Походив з III Вавилонської (Каситської) династії. Тривалий час розглядався як син царя Кадашман-Енліля II. Відомий з Вавилонського царського списку А, де вказаний як Кудур-… Сучасні дослідники припускають, що він міг бути братом Кадашмана-Енліля II, оскільки його попередник зійшов на престол у дитинстві і правив, близько 15 років. Можливо був першим представником династій, що мав суто вавилонське ім'я.
Зазвичай ототожнюється з відомим з майже 180 середньовавилонських господарських текстів Кудуру-Енліля, зокрема про втечу та захоплення раба та платіжна записка для матерів. також згадується в написах на вотивних та суспільних пам'ятниках. Також від його правління зберігся будівельний напис з Ніппура і межовий прикордонний камінь (кудурру) з Ларсу, що зафіксував земельну субсидію та звільнення від сплати податків (закуту).
Продовжив тривалу політику союзу з Хетською державу, який було закріплено шлюбом між сестрою або донькою Кудур-Енліля та хетського царевича Тудхалії. Це викликало гнів єгипетського фараона Рамсеса II, який обмежив відносини з вавилонським царем.
Багато уваги приділяв окрім столиці розбудові священного міста Ніппур, яке за часів цього царя пережило значне піднесення. Тут було відремонтовано та розширено храм бога Енліля. Цегла Кудур-Енліля, що містить дванадцятирядковий шумерський напис, знайдену усередині храму, свідчить, що він спорудив опорну стіну з бітуму та випеченої цегли.
Під час його панування з'являється трактування «Мардук — цар богів», що свідчать про очолення цим божеством вавилонського пантеону богів.
Йому спадкував син Шагаракті-Шуріаш.